# Капраніка-Пренестіна
Капраніка-Пренестіна (італ. Capranica Prenestina) — муніципалітет в Італії, у регіоні Лаціо,  метрополійне місто Рим-Столиця.
Капраніка-Пренестіна розташована на відстані близько 39 км на схід від Рима.
Населення — 346 осіб (2014).
Щорічний фестиваль відбувається 16 серпня. Покровитель — святий Рох.

## Демографія
Населення за роками:

Станом на 1 січня 2023 року в муніципалітеті офіційно проживало 37 іноземців з 9 країн, серед них 23 громадяни країн Євросоюзу.

## Сусідні муніципалітети
- Казапе
- Кастель-Сан-П'єтро-Романо
- Чичиліано
- Дженаццано
- Пізоніано
- Полі
- Рокка-ді-Каве
- Сан-Грегоріо-да-Сассола
- Сан-Віто-Романо